# Episodi de La que se avecina (settima stagione)
La settima stagione della serie televisiva La que se avecina è stata trasmessa in anteprima in Spagna da Telecinco tra il 2 dicembre 2013 e il 10 marzo 2014.
| nº | Titolo originale                                                                      | Titolo italiano | Prima TV Spagna  | Prima TV Italia |
| -- | ------------------------------------------------------------------------------------- | --------------- | ---------------- | --------------- |
| 1  | Una tubería podrida, un chatarrero conceptual y el primer montepinariano puro         |                 | 2 dicembre 2013  |                 |
| 2  | Un cloroformazo, un bebé volador y una cooperativa de leones                          |                 | 9 dicembre 2013  |                 |
| 3  | Una vedette molesta, un león peón y un pescadero en un atolladero                     |                 | 16 dicembre 2013 |                 |
| 4  | Un espetero hostelero, una agonía rural y unas gotitas de burundanga                  |                 | 30 dicembre 2013 |                 |
| 5  | Un biopic, una mujer moderna e independiente y un cementerio nuclear                  |                 | 6 gennaio 2014   |                 |
| 6  | Un depósito bancario, un alzamiento de bienes y una rumana chantajista                |                 | 13 gennaio 2014  |                 |
| 7  | Un kit de terrorista, una Yoko Ono y una visita alienígena                            |                 | 20 gennaio 2014  |                 |
| 8  | Dos juicios, un reality-show y una masajista tántrica                                 |                 | 27 gennaio 2014  |                 |
| 9  | Un vídeo beta, una madrastra y un salto al vacío                                      |                 | 3 febbraio 2014  |                 |
| 10 | Un topo, un torero león y un espetero a la fuga                                       |                 | 10 febbraio 2014 |                 |
| 11 | Un buzón de chivatos, un mayordomo en un Ferrari y la jeringuilla del doctor Trujillo |                 | 19 febbraio 2014 |                 |
| 12 | Un oso amoroso, unos mellizos postizos y una bajada a los infiernos                   |                 | 26 febbraio 2014 |                 |
| 13 | Una limpieza de karma, una familia a la fuga y ojalá que llueva café en el campo      |                 | 10 marzo 2014    |                 |